# سانتينو كوارانتا
سانتينو كوارانتا (بالإنجليزية: Santino Quaranta)‏ (14 أكتوبر 1984 ببالتيمور في الولايات المتحدة - ) هو لاعب كرة قدم أمريكي في مركز الوسط. شارك مع منتخب الولايات المتحدة تحت 17 سنة لكرة القدم ومنتخب الولايات المتحدة تحت 20 سنة لكرة القدم ومنتخب الولايات المتحدة لكرة القدم. أما مع النوادي، فقد لعب مع دي.سي. يونايتد ولوس أنجلوس غلاكسي ونيويورك ريد بولز.

## مسيرته الكروية
لعب سانتينو كوارانتا خلال مسيرته الاحترافية مع 3 أندية في ثلاثة عشر موسمًا وسجل خلالها 27 هدفًا ضمن 180 مباراة. حيث فاز في موسم واحد بالكأس وفي موسم واحد بالدوري.
خاض سانتينو كوارانتا مسيرته مع نادي دي.سي. يونايتد في موسم 2001 في المرة الأولى ليلعب معه ستة مواسم ثم في موسم 2008 ليلعب معه أربعة مواسم، مشاركًا طوالها في 159 مباراة سجل خلالها 24 هدفًا. ثم انتقل إلى نادي لوس أنجلوس غلاكسي في عامي 2006-2008 ولمدة موسمين، حيث شارك في 18 مباراة سجل خلالها 3 أهداف. لينتقل بعدها إلى نادي نيويورك ريد بولز ما بين عامي 2007 و2008 لمدة موسم واحد، مشاركًا في 3 مباريات ولم يسجل أي هدف.

## وصلات خارجية
- سانتينو كوارانتا على موقع الدوري الأمريكي (الإنجليزية)
- سانتينو كوارانتا على موقع قاعدة بيانات كرة القدم.إي يو (الإنجليزية)
- سانتينو كوارانتا على موقع ناشيونال فوتبول تيمز (الإنجليزية)
- سانتينو كوارانتا على موقع Soccerway.com (الإنجليزية)